# أرغن ذو أنابيب

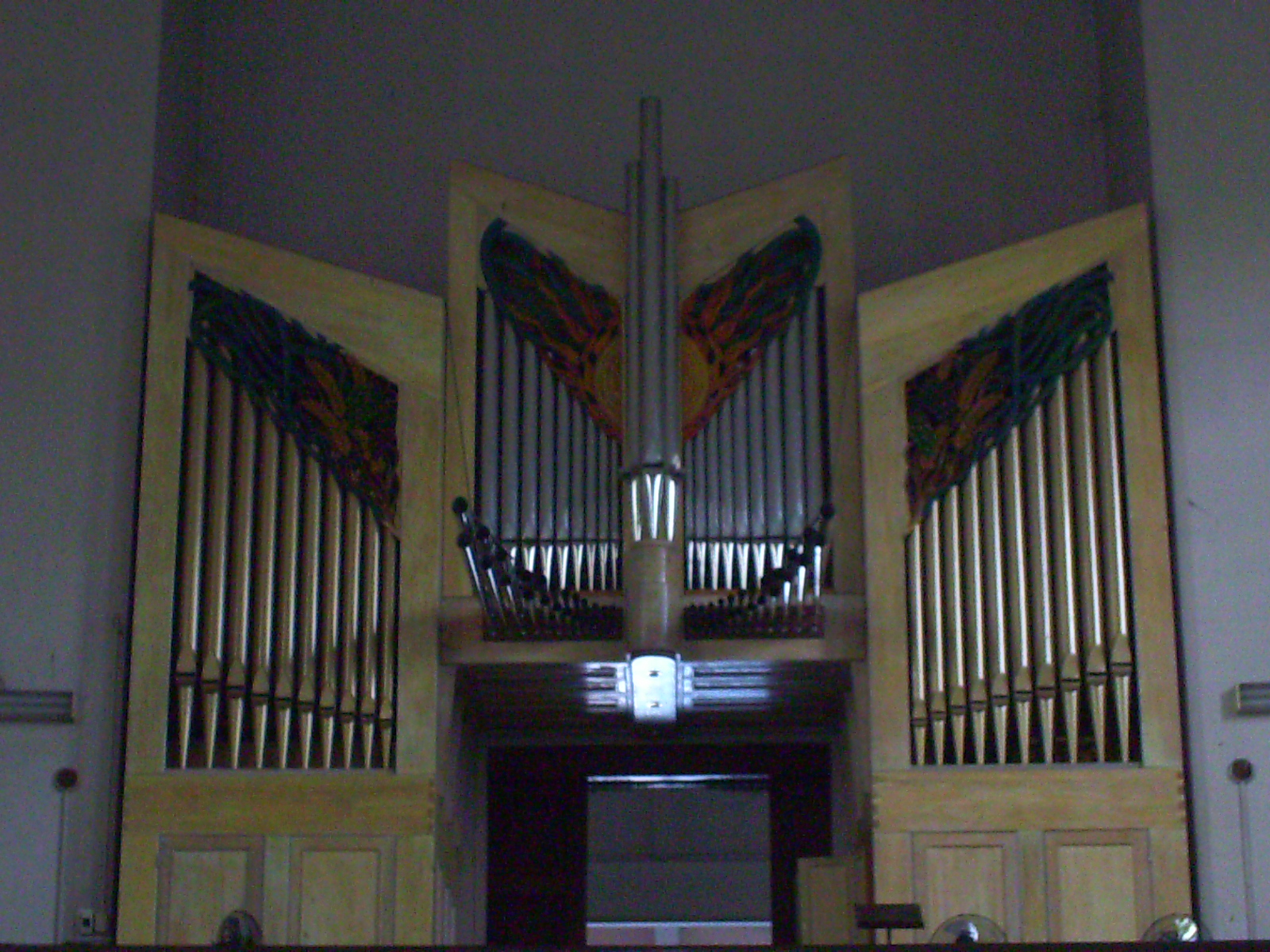
أورغن البايب في إبرشية سان كارلوس في مدينة مكاتي بالفلبين حيث تمثل الشكل الحديث للآلة.

الأرغن ذو الأنابيب  آلة موسيقية كانت شائعة من 1600 إلى 1750 (حين كان معروفا باسم «ملك الآلات») لكن ما زال يستخدم بشكل واسع اليوم، خاصة في الصلوات الدينية في الكنائس. كان له مجالاً واسعاً جداً بسبب قوة الصوت والديناميكيات واللون اللحني الذي يميزه. ويوجد به عدة لوحات مفاتيح (بما في ذلك لوحة مفاتيح ببدال) تضم صمامات للتحكم ينفخ منها الهواء عبر أو خلال فتحات في الأنابيب، وهي مجموعات مختلفة من الأنابيب، كل منها له لون لحني معين، تعزف بجذب المقابض، وتتغير الديناميكيات بإضافة أو تقليل عدد من الأنابيب، بالتحرك من لوحة مفاتيح لأخرى، أو فتح وإغلاق أقفال حول بعض الأنابيب.

ذُكر الأرغن بتهجئة مختلفة في كتاب «الأعلاق النفيسة» لـ’ابن رسته‘ في نقله لوصف هارون بن يحيى لكنيسة القسطنطينية (آيا صوفيا) بهذا الشكل: الأرقنا. ورد في وصفه ما يلي:
«وهو شيء متخذ من الخشب المربع على صنعة معصرة، وتغشى تلك المعصرة بأدم وثيق، ثم يُجعل فيه ستون أنبوباً من صُفر [نحاس] رؤوسها إلى أنصافها. إلى فوق قد غُشيت تلك الأنابيب بالذهب فوق الأدم حتى لا يبين منها إلا اليسير، على تقارب أقدارها واحدة أطول من الأخرى. وإلى جانب هذا الشيء المربع ثقب يجعل فيه منفخ ككور الحدادين. ويؤتى بثلاثة صلبان، فيُجعل اثنان منها في طرفيه وواحد في الوسط. ثم يُؤتى برجلين ينفخان في ذلك المنفخ، ويقوم الأستاذ فيحسب على تلك الأنابيب، فيتكلم كل أنبوبة بحالها على حسب ما يحسب عليه من الثناء على الملك.»

## هوامش
1. ↑  قاموس المصباح - مكتبة لبنان نسخة محفوظة 5 أغسطس 2019 على موقع واي باك مشين.
2. ↑  Music: An Appreciation, by Roger Kamien